# Звенигородский, Андрей Никитич
Князь Андрей Никитич Звенигородский — воевода во времена правления Михаила Фёдоровича. Рюрикович в XXII колене, из княжеского рода Звенигородские.
Сын князя Никиты Андреевича Звенигородского. Имел братьев: князей Петра и Тимофея Никитичей.

## Биография
Стряпчий (1613), послан к Воронежу собирать нетчиков и отводить их к воеводе, князю Ивану Никитичу Одоевскому Меньшому, бывшему в поисках Заруцкого. Стряпчий с платьем с окладом 550 четвертей (1616). При возвращении Государя из Троице-Сергиева монастыря шёл перед ним «в место окольничего» (сентябрь 1625). Первый воевода Сторожевого полка на Крапивне, идёт к Туле на сход с другими воеводами (23 апреля 1626). Воевода сторожевого полка, отпущен к Москве (1626). Приглашался к столу Государя (29 октября 1626; 06 января 1628; 12 марта 1629). Дворянин московский (1627—1629). Участвовал в приёмах шведского посла (17, 21 и 24 февраля 1630). В Светлое Воскресенье удостаивался видеть царя и поздравлять его с праздником (10 апреля 1631; 01 апреля 1623; 21 апреля 1633). Дворянин московский, при путешествии Государя в Троице-Сергиев монастырь распоряжался на станах (февраль 1633).
Имел поместья и в частности Троицкое в Ярославском уезде, которое отдал в приданое.
Имел дочь княгиню Марию Андреевну, вышедшей замуж (до 1633 года) за князя Петра Григорьевича Ромодановского.